# Uirassu
Uirassu is een kevergeslacht uit de familie van de boktorren (Cerambycidae). De wetenschappelijke naam van het geslacht werd voor het eerst geldig gepubliceerd in 2010 door Martins & Galileo.

## Soorten
Uirassu is monotypisch en omvat slechts de volgende soort:
- Uirassu beckeri Martins & Galileo, 2010